# Liste der Naturschutzgebiete in Landau in der Pfalz
In der rheinland-pfälzischen Stadt Landau in der Pfalz gibt es zwei Naturschutzgebiete.
| Name                          | Bild | Kennung               | Kreis                                              | Einzelheiten | Position | Fläche Hektar | Datum         |
| ----------------------------- | ---- | --------------------- | -------------------------------------------------- | --- | -------- | ------------- | ------------- |
| Kleine Kalmit                 |      | 7313-067 WDPA: 164113 | Landau in der Pfalz, Landkreis Südliche Weinstraße | Arzheim, Ilbesheim Trockenrasenbiotop mit artenreichen Steppenrasen und Kalkmagerrasen auf der Kalmitscholle                                                                               | ⊙        | 5,65          | 28. Juni 1984 |
| Ebenberg                      |      | 7313-200 WDPA: 318313 | Landau in der Pfalz                                | Landau, Queichheim Großflächige Offenlandbereiche auf Lößstandort mit Magerrasen, Halbtrockenrasen, Gebüschen, Hecken, Feldgehölzen, Baumgruppen und Einzelbäumen sowie naturnahen Wäldern | ⊙        | 217,55        | 3. Nov. 1999  |
| Legende für Naturschutzgebiet |      |                       |                                                    | |          |               |               |